# ルアウ

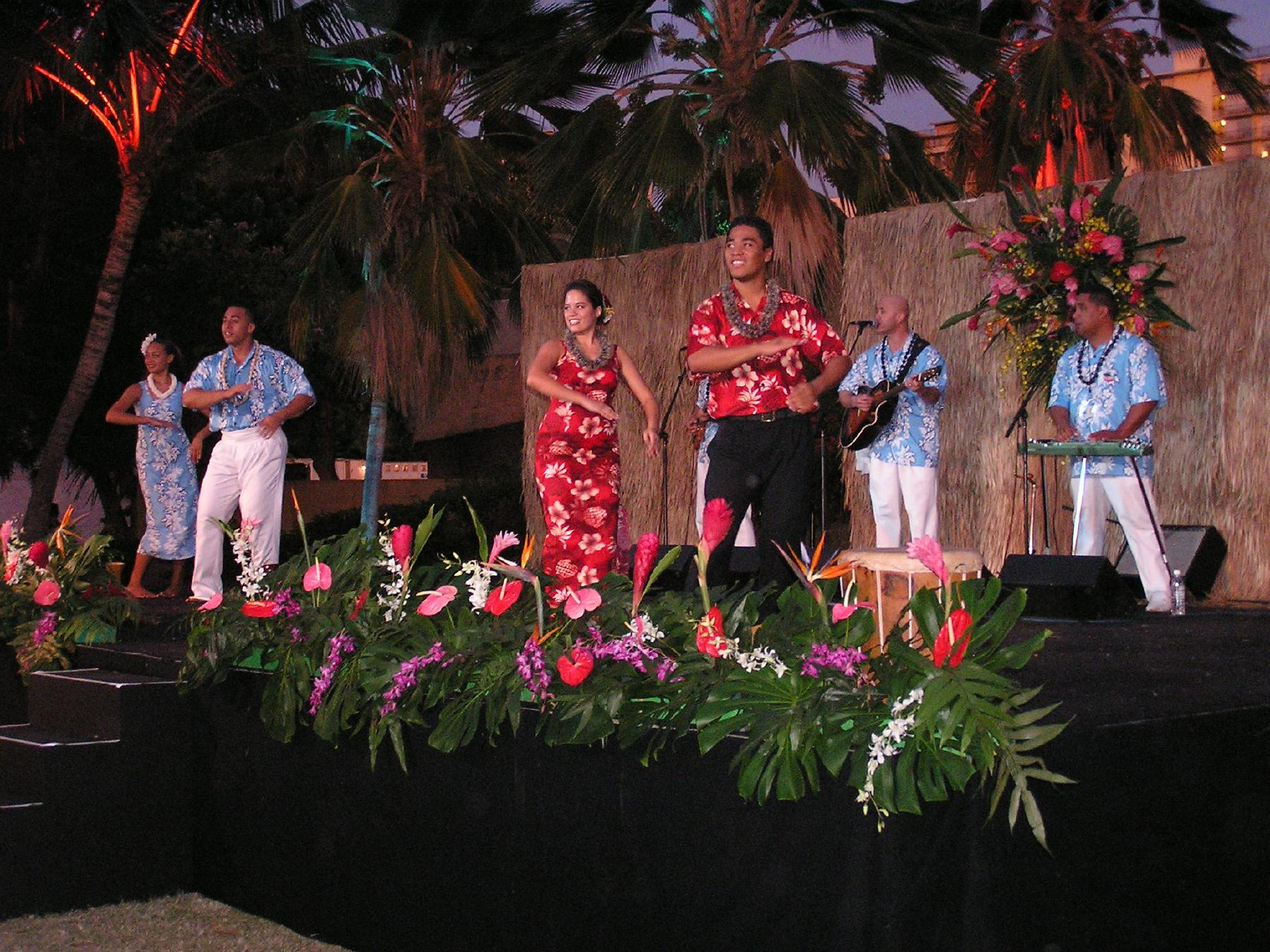
商業的ルアウのステージ

ルアウ（lūʻau）とは、ハワイ語で「宴（うたげ）」を意味する言葉。基本的に屋外でとり行われ、地面に穴を掘って作られたイムと呼ばれるかまどで豚などを丸焼きにしたカルア料理などが振る舞われる。
古くはパー・イナ（pāʻina）またはアハ・アイナ（ʻahaʻaina）と呼ばれ、戦の勝利、新しいカヌーの完成、子供の1歳の誕生日、結婚などを寿ぐ祝宴として行われていたが、近世までのハワイでは、カプと呼ばれる宗教的慣習により異性が食事を共にすることは禁じられていたため、宴も男女別々に開かれていた。1819年にカメハメハ2世がこれを改め、王自ら女性と食事を共にして以降は現在のような形態となり、また禁止されていた飲酒も徐々に許されるようになっていった。なお、こうした宴会をルアウと呼ぶようになったのは少なくとも1856年からであると言われている。ルアウという単語本来の意味は、食用にもなる「タロイモの若葉」である。このため、肉や魚などをタロイモの葉とココナッツミルクで煮込んだ料理のこともルアウと呼ばれる。
今日のルアウは主に観光客向けに、フラを始めとするポリネシアの歌と踊りやハワイの伝統的な食事を楽しめるエンターテイメントショーとして催されている。カルアピッグの他、ポイ、ポケ、ロミロミサーモン、オピヒ（カサガイ類）、ハウピアなどが供される。
現在のハワイにおける慣用的用法としては、いわゆるパーティーと同じ意味でも用いられており、大規模なイベントに伴う晩餐会や、卒業式、結婚式、誕生会など、家族や親しい友人たちと特別なお祝いをすることなどもルアウと呼ばれる。
アメリカ合衆国の他の地域では、いわゆる「ハワイアン」をテーマにしたパーティーをルアウと呼ぶが、本来のルアウとはかけ離れていることが多い。